# Les Gleies (la Vall de Bianya)
Les Gleies és una masia al veïnat de Capsec (la Vall de Bianya, la Garrotxa). És un casal de planta rectangular i teulat a dues aigües amb els vessants vers les façanes laterals. Disposa de baixos, planta i golfes, que fan de graner. Al costat de tramuntana es troba el nucli primitiu del mas (bastit sobre un altre anterior). Al segle xviii es va ampliar pel costat de migdia amb la construcció de la galeria. A la planta baixa hi ha dues finestres d'arc de mig punt que ventilen les quadres. Al primer pis hi ha sis arcades amb pilars i capitells tallats i a les golfes quatre arcades més amb un balcó a cada costat.
La casa va ser emblanquinada, però encara es poden veure els bonics carreus cantoners. La masia ha sofert diverses ampliacions i afegits i avui es troba deshabitada. Arquitectònicament és quasi bessona de la masia del Serrat situada a un turó prop del camí que mena a la Vall del Bac a través de Els Joncars.